# Guia Lopes da Laguna

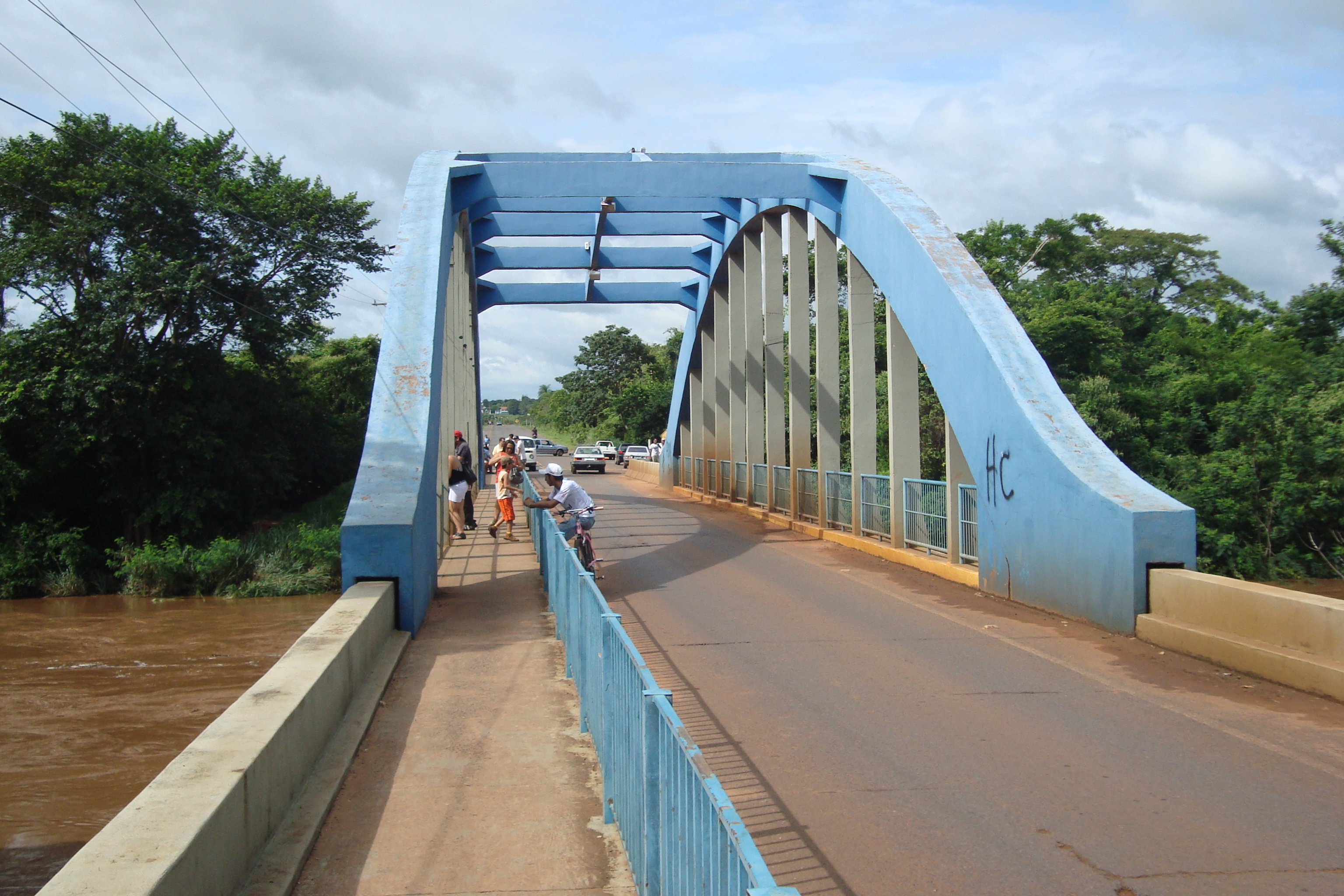
Puente del municipio Guia Lopes de Laguna.

Guía Lopes da Laguna es un municipio brasileño ubicado en el centro oeste del estado de Mato Grosso do Sul, fue fundado el 19 de marzo de 1938.
Situado a una altitud de 272 m s. n. m., la población según los datos del IBGE es de 10.482, su superficie es de 1.210 km². Dista de 223 km de la capital estatal Campo Grande.
Las principales actividades económicas son la agricultura y la ganadería.